# Chrysogorgia versluysi
Chrysogorgia versluysi is een zachte koraalsoort uit de familie Chrysogorgiidae. De koraalsoort komt uit het geslacht Chrysogorgia. Chrysogorgia versluysi werd in 1913 voor het eerst wetenschappelijk beschreven door Kinoshita.